# Kiranyi
Kiranyi è una circoscrizione mista (mixed ward) della Tanzania situata nel distretto rurale di Arusha, regione di Arusha. Conta una popolazione di 25 469 abitanti (censimento 2012).